# Filothéi (Attique)
Filothéi, en grec moderne : Φιλοθέη, est un village du dème de Filothéi-Psychikó, au nord d'Athènes, en Grèce. La localité est fondée en 1934 à une distance de 6,7 km du centre de la capitale.
Selon le recensement de 2011, la population de Filothéi compte 7 302 habitants.
Le cours d'eau de Filothéi, la riche verdure, les nombreux équipements publics tels que des bosquets, un court de tennis, une piste d'athlétisme, un club de scouts et des sentiers de sport et de randonnée, ainsi que le fait qu'il s'agisse d'un quartier purement résidentiel, façonnent son caractère et font que la localité est qualifiée de cité-jardin.